# Louis Pfenninger
Louis Pfenninger (Bülach, 1 de noviembre de 1944) fue un ciclista suizo, que fue profesional entre 1965 y 1975.
Activo durante un periodo en que los ciclistas suizos eran poco numerosos, Louis Pfenninger limitó sus ambiciones de triunfo a la Vuelta a Suiza y el Tour de Romandía. Sus principales éxitos los conseguiría en la Vuelta a Suiza, que ganó dos veces (1968 y 1972) y cuatro veces más estuvo en al podio.

## Palmarés
1968
- Vuelta a Suiza
- Seis días de Montreal (con Fritz Pfenninger)

1969
- Tour norteño-oeste

1970
- Campeonato de Suiza Contrarreloj

1971
- Campeonato de Suiza en Ruta
- Seis días de Zúrich (con Klaus Bugdahl y Dieter Kemper)
- 2 etapas de la Vuelta a Suiza

1972
- Vuelta a Suiza, más 2 etapas

1975
- Gran Premio de Ginebra

### Resultados en el Giro de Italia
- 1968: 14º de la clasificación general.
- 1970: 52.º de la clasificación general.
- 1971: 41.º de la clasificación general.
- 1972: 19º de la clasificación general.
- 1973: 49.º de la clasificación general.
- 1974: 32.º de la clasificación general.
- 1975: 19º de la clasificación general.

### Resultados en el Tour de Francia
- 1967: 70.º de la clasificación general.